# Josef Pospišil
Josef Pospíšil (ur. 23 września 1945 w Prościejowie, zm. 28 grudnia 2021) – czechosłowacki piłkarz, grający na pozycji obrońcy.

## Życiorys
Wychowanek Sokola Smržice oraz Železárnego Prościejów w którym rozpoczął seniorską karierę. Następnie przeniósł się do Dukli Komárno. W latach 1966–1968 był piłkarzem Partizána Bardejów, a następnie reprezentował Zbrojovkę Brno, z którą zdobył mistrzostwo Czechosłowacji w sezonie 1977/1978. W Zbrojovce grał 11 sezonów, 3 na poziomie 2. ligi oraz 8 na poziomie 1. ligi. W roku 1978 przeniósł się do innego brneńskiego klubu – KS Brno. Karierę zakończył w Sokole Domašov.
Zmarł 28 grudnia 2021, w wieku 76 lat.